# 472

## Esdeveniments
- Milà (Itàlia): el general Ricimer es rebel·la contra l'emperador Procopi Antemi.
- Roma: les tropes de Ricimer saquegen la ciutat en protesta per la falta de pagament.
- 11 de juliol - Roma: Ricimer entra a la ciutat i Antemi és deposat i executat.
- juliol - Roma: Olibri, enviat per l'emperador Zenó, és reconegut emperador romà, amb el suport de Ricimer.
- 18 d'agost - Roma: Ricimer mor de febres i el seu nebot Gundebald agafa les regnes del poder.
- 23 d'octubre - Roma: la mort, suposadament natural, de l'emperador Olibri, torna a deixar vacant la corona.
- Campània (Itàlia): el Vesuvi entra en erupció.

## Naixements
- Constantinoble: Narses, general i estadista romà d'Orient (m. 568).

## Necrològiques
- 11 de juliol, Roma: Procopi Antemi, emperador romà, executat.
- 18 d'agost, Roma: Ricimer, general romà, mor de febres.
- 23 d'octubre, Roma: Olibri, emperador romà, sembla que de mort natural.
- Aire-sur-l'Adour, Gàl·lia: santa Quitèria, màrtir.